# Reichertshausen
Reichertshausen è un comune tedesco di 4 891 abitanti, situato nel land della Baviera.